# Санд-Гілл (Пенсільванія)
Санд-Гілл (англ. Sand Hill) — переписна місцевість (CDP) в США, в окрузі Лебанон штату Пенсільванія. Населення — 2440 осіб (2020).

## Географія
Санд-Гілл розташований за координатами 40°21′41″ пн. ш. 76°25′18″ зх. д. / 40.36139° пн. ш. 76.42167° зх. д. (40.361355, -76.421735).  За даними Бюро перепису населення США в 2010 році переписна місцевість мала площу 2,61 км², уся площа — суходіл.

## Демографія
Згідно з переписом 2010 року, у переписній місцевості мешкало 2496 осіб у 968 домогосподарствах у складі 766 родин. Густота населення становила 957 осіб/км².  Було 987 помешкань (378/км²).
Расовий склад населення:
| - 93,9 % — білих - 1,4 % — азіатів - 1,0 % — чорних або афроамериканців - 0,1 % — корінних американців - 2,3 % — осіб інших рас |

До двох чи більше рас належало 1,3 %. Частка іспаномовних становила 5,9 % від усіх жителів.
За віковим діапазоном населення розподілялося таким чином: 19,1 % — особи молодші 18 років, 65,3 % — особи у віці 18—64 років, 15,6 % — особи у віці 65 років та старші. Медіана віку мешканця становила 45,3 року. На 100 осіб жіночої статі у переписній місцевості припадало 100,0 чоловіків;  на 100 жінок у віці від 18 років та старших — 98,0 чоловіків також старших 18 років.
Середній дохід на одне домашнє господарство  становив 65 634 долари США (медіана — 60 993), а середній дохід на одну сім'ю — 71 477 доларів (медіана — 67 824). Медіана доходів становила 49 837 доларів для чоловіків та 41 640 доларів для жінок. За межею бідності перебувало 7,2 % осіб, у тому числі 18,6 % дітей у віці до 18 років та 7,7 % осіб у віці 65 років та старших.
Цивільне працевлаштоване населення становило 1358 осіб. Основні галузі зайнятості: освіта, охорона здоров'я та соціальна допомога — 29,3 %, виробництво — 20,1 %, мистецтво, розваги та відпочинок — 12,4 %, роздрібна торгівля — 9,0 %.